# Ryan Bader
Ryan DuWayne Bader (født 7. juni 1983 i Reno, Nevada, USA) er en amerikansk MMA-udøver, der er i øjeblikket er på kontrakt med Bellator og er den nuværende Bellator letsværvægt-verdensmester. Bader konkurrerede tidligere i Ultimate Fighting Championship i letsværvægt-klassen hvor han opnåede en rekordliste på 15-5. Han var vinderen af The Ultimative Fighter: Team Nogueira vs. Team Mir. Han er i øjeblikket rangeret #3 I letsværvægt i verden af Sherdog

## Ultimate Fighting Championship
Bader mødte Ilir Latifi den 3. september, 2016 ved UFC Fight Night 93. Han vandt kampen via knockout i 2. omgang, og blev tildelt en Performance of the Night-prisen.

## Privatliv
Bader og hans hustru Daisy blev gift i oktober 2010. De bor i Chandler, Arizona med deres tre børn.

## Mesterskaber og resultater

### MMA
- MMA-Bellator
  - Bellator Letsværvægts-mester (2 gange, nuværende)
  - 1 vellykket titelforsvar
  - MMA-Bellator Heavyweight Grand Prix Semi Finalist

- Ultimate Fighting Championship
  - The Ultimative Fighter 8 Light Heavyweight Tournament -Vinder
  - Submission of the Night (1 gang)
  - Performance of the Night (1 gang)